# 1735 en architecture
| Années de l'architecture : 1732 - 1733 - 1734 - 1735 - 1736 - 1737 - 1738    |
| Décennies de l'architecture : 1700 - 1710 - 1720 - 1730 - 1740 - 1750 - 1760 |

Cet article présente les faits marquants de l'année 1735 en architecture.

## Réalisations
- Salon d’Hercule à Versailles.
- Obradorio de Fernando de Casas y Novoa à Saint-Jacques-de-Compostelle (1735-1747).

## Événements
- Apogée du style rococo en France : aménagement de l’hôtel de Soubise à Paris (1735-1740), auquel contribuent de nombreux artistes et décorateurs comme Germain Boffrand et Pierre-Alexis Delamair.
- Domination du rococo russe en architecture (1735-1765) : palais d’Hiver, église du couvent Smolny à Saint-Pétersbourg ; reconstruction des résidences impériales de Tsarskoïe Selo et de Peterhof.

## Récompenses
- Prix de Rome (sujet : « une galerie avec une chapelle à une extrémité et un salon à l'autre ») : Jean-Louis Pollevert (deuxième prix) ; Laurent Lindet (troisième prix).
- Académie royale d'architecture : Nicolas Simonnet.

## Décès
- x